# John Hellins
John Hellins FRS (Devon, c. 1749 — 5 de abril de 1827) foi um matemático, astrônomo e pároco autodidata.
Foi eleito membro da Royal Society em 1796. Dois anos depois (1798) recebeu a Medalha Copley por seu artigo sobre o cálculo de perturbação de planetas.